# 에오스트레
에오스트레(고대 영어: Ēostre) 또는 오스타라(고대 고지 독일어: Ôstara)는 서게르만족이 숭배하던 봄의 여신으로, 흐레사와 함께 앵글로색슨 신화에서 봄과 생명, 출산, 새벽을 관장하는 여신이다. 

## 어원
에오스트레의 어원은 원시 인도유럽 신화에 등장하는 새벽의 여신인 하우소스에서 비롯된 것으로 추측된다.

## 부활절과의 관계
부활절을 의미하는 영어 단어인 이스터(Easter)와 독일어로 부활절을 의미하는 단어인 오스테른(Ostern)은 이 여신에게서 유래된 단어로 추측되는데, 이는 에오스트레(Ēostre)를 기리는 4월의 축제(Eosturmonath)가 부활절과 유사한 시기에 열린 것과 관련이 있는 것으로 보인다.

## 전승
앵글로색슨 신화에서는 에오스트레가 새를 토끼로 만들었는데 토끼가 된 새가 시간이 지나며 나는 법을 잃어버리자 빠른 다리를 주었다는 전승이 존재한다.

## 같이 보기
- 부활절